# کورگیدیدور
کورگیدیدور (تاگالوگ: Pulo ng Corregidor) یک جزیره است که در ورودی خلیج مانیل در قسمت جنوب غربی جزیره لوزون در فیلیپین واقع شده‌است.